# Hysteronaevia scirpina
Hysteronaevia scirpina är en svampart som tillhör divisionen sporsäcksvampar, och som först beskrevs av Peck, och fick sitt nu gällande namn av John Axel Nannfeldt. Hysteronaevia scirpina ingår i släktet Hysteronaevia, och familjen Dermateaceae. Arten är reproducerande i Sverige.